# História tétrica de uma empresa lírica
M.J ou a História tétrica de uma empresa lírica da autoria de Rafael Bordalo Pinheiro foi publicado em Lisboa, no ano de 1873.